# Gherardo Starnina

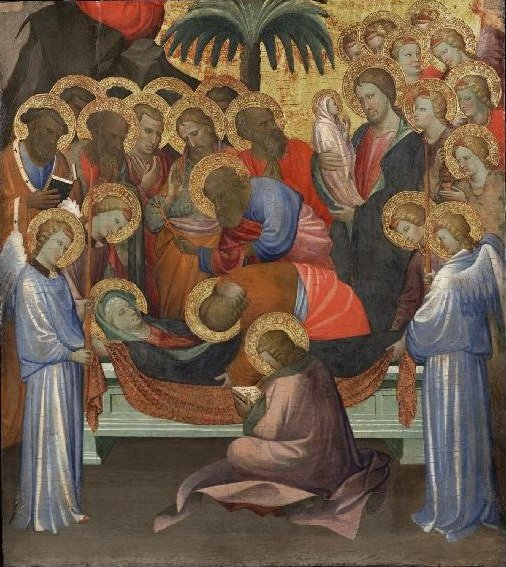
Dormition of the Virgin, por Gherardo Starnina, Museu de Arte da Filadélfia

Gherardo Starnina (c. 1360–1413)  foi um pintor italiano de Florença durante o Quatrocento.
De acordo com o biógrafo Giorgio Vasari, Starnina inicialmente estudou com Antonio Veneziano, depois com Agnolo Gaddi. Participou da pintura dos afrescos da Capela Castellani na Basílica de Santa Cruz, em Florença. Também trabalhou na  Espanha, em 1380 sob os auspícios de João I de Castela. Acredita-se que trabalhou em algumas pinturas na Capela San Blas, na Catedral de Toledo.
Sua obra encontra-se caracterizada em um período de transição entre a concepção da Idade Média - obras que transformam símbolos e imagens carregadas de emoções, tendo como objetivo a transcendência da realidade espiritual - e as convicções do Quattrocento - abordando a inerência da natureza do ser. 
Várias pinturas antes atribuídas ao Mestre de Bambino Vispo são agora atribuídas a ele.